# Tiếu ngạo giang hồ (phim truyền hình 2013)
Tiếu ngạo giang hồ (tiếng Trung: 笑傲江湖) là bộ phim truyền hình Trung Quốc do Vu Chính sản xuất vào năm 2012, được chuyển thể từ tiểu thuyết cùng tên của nhà văn Kim Dung. Phim do ba diễn viên Hoắc Kiến Hoa, Trần Kiều Ân và Viên San San thủ vai chính, được phát sóng lần đầu tiên ở Trung Quốc vào năm 2013.

## Nội dung
Phim mở đầu với cảnh Ngũ nhạc kiếm phái cùng đi đến Hắc Mộc Nhai để tiêu diệt Ma giáo.
Chưởng môn phái Tung Sơn đồng thời là lãnh đạo Ngũ Nhạc kiếm phái Tả Lãnh Thiền muốn hợp nhất Ngũ Nhạc Kiếm, hại chết cao thủ Hành Sơn Lưu Chính Phong và Khúc Dương trưởng lão Nhật Nguyệt thần giáo. Trước khi chết, Lưu Chính Phong và Khúc Dương đã trao lại bản nhạc Tiếu ngạo giang hồ cho đệ tử phái Hoa Sơn là Lệnh Hồ Xung

## Diễn viên
- Hoắc Kiến Hoa vai Lệnh Hồ Xung / Dương Liên Đình
- Trần Kiều Ân vai Đông Phương Bất Bại/ Đông Phương Tiểu Muội. Trong phim này, Đông Phương Bất Bại đảm nhiệm vai trò của cả Đào Cốc Lục Tiên, Bát Giới hòa thượng lẫn mẹ của Nghi Lâm và một phần vai trò của Nhậm Doanh Doanh.
- Viên San San vai Nhậm Doanh Doanh / Tuyết Tâm (vợ Nhậm Ngã Hành)
  - Tưởng Y Y vai Nhậm Doanh Doanh lúc nhỏ
- Trần Hiểu vai Lâm Bình Chi / Lâm Viễn Đồ
- Dương Dung vai Nhạc Linh San
- Huỳnh Văn Hào vai Nhạc Bất Quần
  - Ngô Tuấn Dư vai Nhạc Bất Quần lúc nhỏ
- Hắc Tử vai Nhậm Ngã Hành
- Dương Minh Na vai Ninh Trung Tắc
- Đặng Sa vai Nghi Lâm
- Hàn Đống vai Điền Bá Quang
- Hồ Đông vai Tả Lãnh Thiền
- Hà Giai Di vai Định Dật sư thái
- Lương Gia Nhân vai Phong Thanh Dương
- Trương Trác Văn vai Lục Đại Hữu
- Lữ Giai Dung vai Lam Phượng Hoàng
- Trương Thiên Dương vai Kế Vô Thi
- Tạ Ninh vai Bất Giới hòa thượng
- Trương Vệ Kiện vai Lục Trúc Ông
- Trương Thiến vai Hoa Hoa
- Tiễn Vịnh Thần vai Dư Nhân Ngạn
- Hải Lục vai Ngọc Nương
- Huỳnh Hải Băng vai Độc Cô Cầu Bại
- Chu Mục Nhân vai Lưu Phu Nhân
- Nhậm Tuyền vai Đan Thanh tiên sinh
- Bao Bối Nhĩ vai Ngốc Bút Ông
- Vương Kiến Tân vai Hoàng Chung Công
- Triệu Lượng vai Hắc Bạch Tử
- Khấu Chấn Hải vai Lâm Chấn Nam
- Bạch San vai Lâm Phu Nhân
- Hoắc Chính Ngạn vai Lưu Chính Phong
- Tống Phong Nham vai Khúc Dương
- Trương Hạo Tường vai Mạc Đại tiên sinh
- Lý Diệu Kính vai Dư Thương Hải
- Trương Xuân Trọng vai Mộc Cao Phong
- Trương Tuyết Nghênh vai Lão Bất Tử[cần dẫn nguồn]
- Quách Đông Đông vai Cô Đồng
- Vương Song vai Bách Anh
- Trình Thành vai Lao Đức Nặc
- Vương Nhân Quân vai Bình Nhất Chỉ
- Vương Chí Phi vai Vương Thái Gia
- Thiệu Mẫn vai Định Tĩnh sư thái
- Ngụy Thiên Tường vai Vị Tri
- Thẩm Bảo Bình vai Tổ Thiên Thu
- Hà Hân vai La Nhân Kiệt
- Lý Thụy Siêu vai Vu Nhân Hào
- Trương Thiên Kỳ vai Cổ Nhân Đạt
- Tôn Bân Hạo vai Hướng Vấn Thiên

## Đánh giá
Nội dung kịch bản “Tân Tiếu ngạo giang hồ” với quá nhiều cải biên, tình tiết mới bị cho là đã làm hủy hoại nguyên tác truyện của nhà văn võ hiệp Kim Dung như: Lệnh Hồ Xung và tiểu sư muội Nhạc Linh San là một cặp tình nhân thanh mai trúc mã; Lệnh Hồ Xung với Nhậm Doanh Doanh cũng là một đôi tình nhân; quan hệ giữa Lệnh Hồ Xung và Đông Phương Bất Bại (phiên bản này là nữ) là chứa đựng tình cảm vừa lãng mạn vừa thù hận. Cái kết của phim Đông Phương Bất Bại chấp nhận hi sinh (cô gái mặc áo đỏ trầm mình xuống đáy hồ) và hiến tim của mình cho Nhậm Doanh Doanh để có thể cùng Lệnh Hồ Xung tấu lên bản nhạc Tiếu ngạo giang hồ.